# Federación de la Juventud Democrática Iraquí
La Federación de la Juventud Democrática Iraquí (FJDI) es una organización juvenil relacionada con el Partido Comunista Iraquí, ésta se define como de izquierda revolucionaria y es parte de la Federación Mundial de la Juventud Democrática.
- Datos: Q21191018